# X Games
X Games – coroczna impreza sportów ekstremalnych, w przeszłości obejmująca również międzynarodowe konkursy i dema z całego roku. Składa się z 2 zawodów: w sezonie letnim, zazwyczaj w sierpniu (Summer X Games) i zimowym, zazwyczaj w styczniu bądź lutym (Winter X Games).
W zawodach biorą udział skaterzy i motocrossowcy z całego świata. Jednymi ze słynniejszych uczestników byli Tony Hawk i Dave Mirra.
Uczestnicy rywalizują walcząc o medale, wygrane pieniężne i uznanie w środowisku sportowców ekstremalnych. Zmagania wywołują wiele emocji, gdyż uczestnicy często decydują się na wykonywane nowych i ryzykownych ewolucji, takich jak 900 (skateboard) czy Double Backflip (FMX). 
W USA zawody X Games nadawane są na żywo przez sieć ESPN TV i ABC TV. W Europie, w tym w Polsce, transmisje z zawodów można oglądać na kanałach ESPN America i Extreme Sports Channel.

## Aktualne dyscypliny

### Dyscypliny na letnich X Games
- Freestyle BMX
  - Vert
  - Park (oryginalnie znane jako "Stunt Street")
  - Dirt jumping
  - Big air

- MotoX
  - Best Trick
  - Freestyle
  - Step Up
  - Supermoto
  - Speed & Style
- Skateboarding
  - Big air
  - Street
  - Vert
    - Mężczyźni
    - Kobiety
    - Vert Best Trick

- Surfing
  - The Game

- Rallying

### Dyscypliny na Zimowych X Games
- Skiing
  - Skier X
    - Mężczyźni
    - Kobiety

  - Slopestyle
  - Monoskier X

- Snowboarding
  - Slopestyle
    - Mężczyźni
    - Kobiety

  - Snowboarder X
    - Mężczyźni
    - Kobiety

  - SuperPipe
    - Mężczyźni
    - Kobiety

- Snowmobiling
  - Snocross
  - Freestyle
  - Speed & Style

## Zlikwidowane dyscypliny

### Dyscypliny na letnich X Games
- X-Venture
- BMX Freestyle

- Stunt Flatland

- Aggressive In-Line

- Vert

- Mężczyźni
- Kobiety

- Downhill

- Mężczyźni
- Kobiety

- Street

- Mężczyźni
- Kobiety

- Vert Triples

- Bungee Jumping
- Skateboard

- Vert Doubles

- Water Sport

- Wakeboarding

- Mężczyźni
- Kobiety

- Barefoot Jumping

- Wspinaczka sportowa

- Difficulty

- Mężczyźni
- Kobiety

- Speed

- Mężczyźni
- Kobiety

- Bouldering

- Mężczyźni
- Kobiety

- Skysurfing
- Streetluge

- Dual
- Mass
- Super Mass

- Snowboarding

- Big air

- Mężczyźni
- Kobiety

### Dyscypliny na Zimowych X Games
- Moto X
  - Best Trick
- Snow BMX Racing

- Dual Downhill

- Mężczyźni
- Kobiety

- Dual Speed

- Mężczyźni
- Kobiety

- Snowboarding

- Big air

- Mężczyźni
- Kobiety

- Skiboarding

- Slopestyle

- Ice Climbing

- Difficulty

- Mężczyźni
- Kobiety

- Speed

- Mężczyźni
- Kobiety

- Snowmobiling

- Hill-cross

- Super-Modified Shovel Racing

## Historia

### Letnie X Games
- 1995: Extreme Games – Providence & Newport, Rhode Island & Mount Snow, Vermont (24 czerwca – 1 lipca 1995)
  - 198 000 widzów
- 1996: X Games II – Providence & Newport, Rhode Island
  - 200 000 widzów
- 1997: X Games III – San Diego, California (20–28 czerwca 1997)
  - 221 200 widzów
- 1998: X Games IV – San Diego, California (czerwiec, 1998)
  - 233 000 widzów
- 1999: X Games V – Pier 30 & 32, San Francisco, California (25 czerwca – 3 lipca 1999)
  - 275 000 widzów
  - Po jedenastu nieudanych próbach Tony Hawk, nareszcie wykonał 900 stopniowy obrót (the 900), wygrywając dyscyplinę Best Trick.
- 2000: X Games VI – Pier 30 & 32, San Francisco, California (17–22 sierpnia 2000)
- 2001: X Games VII – First Union Center, Philadelphia, Pennsylvania (17–22 sierpnia 2001)
  - 235,000 widzów
- 2002: X Games VIII- First Union Center, Philadelphia, Pennsylvania (15–19 sierpnia 2002)
  - Mat Hoffman wykonał 900 stopniowy obrót bez trzymania.
- 2003: X Games IX – Staples Center & LA Coliseum, Los Angeles, California (14–17 sierpnia 2003)
- 2004: X Games X – Staples Center, Home Depot Center, Long Beach Marine Stadium, Los Angeles, California (5–8 sierpnia 2004)
- 2005: X Games XII – Staples Center, Los Angeles, California (4–7 sierpnia 2005)
  - Shaun White ostatecznie po 29 próbach nie wykonał obrotu o 1080 stopni.
  - ESPN podpisało kontrakt na organizowanie X Games w Los Angeles aż do 2009.
- 2006: X Games XII – Staples Center, Home Depot Center & Long Beach Marine Stadium, Los Angeles, California (3–6 sierpnia 2006)
  - Travis Pastrana wykonał podwójnego backflipa i wygrał Moto X Best Trick. Kevin Robinson wykonał podwójną flarę.
  - Travis Pastrana wygrał inauguracyjny X-Games Rally pobijając World Rally Champion Colin McRae, 52 sekundy po tym jak jego auto koziołkowało 2 razy.
  - Shaun White znowóż nie wykonał fakie 1080 w skate best trick po 18 próbach w zawodach.
- 2007: X Games XIII –  Staples Center, Home Depot Center & Long Beach Marine Stadium, Los Angeles, Kalifornia ( 2–5 sierpnia, 2007)
  - Jake Brown został ranny podczas lądowania obrotu o 720 stopni w konkurencji Big air. Siła uderzenia była tak duża, że zgubił buty w trakcie lądowania. Po 8 minutach leżenia w bezruchu odszedł z miejsca wypadku z pomocą sanitariuszy. Doznał uszkodzenia nadgarstka, odbicia płuc i wątroby, pęknięcia śledziony i wstrząsu mózgu.
- 2008: X Games XIV Los Angeles, Kalifornia (31 lipca – 3 sierpnia, 2008)
- 2009: X Games XV – Los Angeles, Kalifornia (30 lipca – 2 sierpnia, 2009)
- 2010: X Games XVI – Los Angeles, Kalifornia (29 lipca – 1 sierpnia, 2010)
- 2011: X Games XVII – Los Angeles, Kalifornia (28–31 lipca, 2011)
- 2012: X Games XVIII – Los Angeles, Kalifornia (28 czerwca – 1 lipca, 2012)
- 2013: X Games XIX – Los Angeles (1–4 sierpnia, 2013), Foz do Iguaçu (18–21 kwietnia, 2013), Barcelona (9–12 maja, 2013), Monachium (27–30 czerwca, 2013)
- 2014: X Games XX – Austin (5–8 czerwca, 2014)
- 2015: X Games XXI – Austin (4–7 czerwca, 2015)
- 2016: X Games XXII – Austin (3–5 czerwca, 2016)
- 2017: X Games XXIII – Minneapolis (13–16 czerwca, 2017)
- 2018: X Games XXIV – Sydney (19–21 października, 2018)

### Zimowe X Games
- 1997: Winter X Games 1 – Snow Summit Mountain Resort, Big Bear Lake, California (30 stycznia – 2 lutego 1997)
  - 38 000 widzów
- 1998: Winter X Games 2 – Crested Butte, Colorado
  - 25 000 widzów
- 1999: Winter X Games 3 – Crested Butte, Colorado
  - 30 000+ widzów
- 2000: Winter X Games 4 – Mount Snow, Vermont (3-6 lutego 2000)
  - 83 500 widzów
- 2001: Winter X Games 5 – Mount Snow, Vermont
  - 85 100 widzów
- 2002: Winter X Games 6 – Aspen (1–5 lutego, 2002)
- 2003: Winter X Games 7 – Aspen (30 stycznia – 5 lutego, 2003)
- 2004: Winter X Games 8 – Aspen (22–25 stycznia, 2004)
- 2005: Winter X Games 9 – Aspen (29 stycznia – 1 lutego, 2005)
- 2006: Winter X Games 10 – Aspen (28–31 stycznia, 2006)
  - ESPN podpisało kontrakt z Aspen Skiing Company by utrzymać Zimowe X Games w Colorado do 2010
- 2007: Winter X Games 11 – Aspen (25–28 stycznia, 2007)
- 2008: Winter X Games 12 – Aspen (24–27 stycznia, 2008)
- 2009: Winter X Games 13 – Aspen (22–25 stycznia, 2009)
- 2010: Winter X Games 14 – Aspen (28–31 stycznia, 2010)
- 2011: Winter X Games 15 – Aspen (27–30 stycznia, 2011)
- 2012: Winter X Games 16 – Aspen (26–29 stycznia, 2012)
- 2013: Winter X Games 17 – Aspen (24–27 stycznia, 2013)
- 2014: Winter X Games 18 – Aspen (23–26 stycznia, 2014)
- 2015: Winter X Games 19 – Aspen (22–25 stycznia, 2015)
- 2016: Winter X Games 20 – Aspen (28–31 stycznia, 2016)
- 2017: Winter X Games 21 – Aspen (26–29 stycznia, 2017)
- 2018: Winter X Games 22 – Aspen (25–28 stycznia, 2018)